# قري أم رميثة

## الموقع
ويقع قري أم رميثة ضمن حدود محمية الإمام عبد العزيز بن محمد الملكية، ومن الناحية الإدارية تشكل اراضي حوضه جزء من محافظة رماح في المملكة العربية السعودية. وتبدأ منابع قري أم رميثة عند خط طول 46.875626 درجة شرقا ودائرة عرض 25.259873 درجة شمالا، وذلك من أرض مرتفعة نسبيا تمر فيها خطوط تقسيم المياه لأحواض التصريف المتجاورة، والتي تقع بين حوض شعيب أم طليح وحوض شعيب أبو ركبة. وبشكل عام يتجه المجرى الرئيسي لقري أم رميثة من الجنوب الغربي نحو الشمال الشرقي، حتى يلتقي مع وادي جريذي عند خط طول 46.950363 درجة شرقا ودائرة عرض 25.313038 درجة شمالا.

## قري أم رميثة
يستخدم مصطلح قَرِيُّ لتسمية بعض مجاري المياه في المملكة العربية السعودية، ويعرف القري في المعجم الوسيط بأنه مجرى صغير تسيل المياه فيه من التلة إلى الروضة. وقري أم رميثة هو أحد روافد وادي جريذي الجنوبية، ويصرف حوض قري أم رميثة منطقة جغرافية مستطيلة وصغيرة نسبيا، تمتد من الجنوب الغربي إلى الشمال الشرقي، وتقع بين شعيب أبو ركبة وشعيب أم طليح، وهما من روافد وادي جريذي الرئيسية. ويقع قري أم رميثة ضمن حدود محمية الإمام عبد العزيز بن محمد الملكية، ومن الناحية الإدارية تشكل اراضي حوضه جزء من محافظة رماح في المملكة العربية السعودية. وتبدأ منابع قري أم رميثة عند خط طول 46.875626 درجة شرقا ودائرة عرض 25.259873 درجة شمالا، وذلك من أرض مرتفعة نسبيا تمر فيها خطوط تقسيم المياه لأحواض التصريف المتجاورة، والتي تقع بين حوض شعيب أم طليح وحوض شعيب أبو ركبة. وبشكل عام يتجه المجرى الرئيسي لقري أم رميثة من الجنوب الغربي نحو الشمال الشرقي، حتى يلتقي مع وادي جريذي عند خط طول 46.950363 درجة شرقا ودائرة عرض 25.313038 درجة شمالا. ويبلغ طول مجراه الرئيسي من منبعه إلى أن يلتقي بوادي جريذي حوالي 12كم. ويظهر من صور قوقل ماب أن حوض قري أم رميثة يتكون من أرض قليلة التضرس، وأن فروع روافده قصيرة وضيقة نسبيا، ويعطي التقاء مجاري المياه في حوضه نمطا شجريا واضحا، حيث تلتقي الفروع بزوايا حادة، ويتضح من الصور أيضا أن المجرى الرئيسي وبعض روافده فيها تعرجات تكون في الغالب متوسطة الانحناء. ويظهر من الصور أيضا أن الأجزاء السفلى من مجرى قري أم رميثة تحتوي على غدران، والتي تعد من مناهل المياه الموسمية في العرمة لأنها تحتفظ بكميات من مياه السيول في مواسم سقوط الأمطار، كما يتبين من الصور أنه يتضمن أشجار متفرقة في بطنه وعلى جوانب مجراه، ويكون تركزها أكثر بالقرب من غدران المياه الراكدة في مجراه الرئيسي.